# Запорожское (Черниговская область)
Запоро́жское (укр. Запорізьке) — село, Песковский сельсовет, Бахмачский район, Черниговская область, Украина.
Население составляет 198 жителей (2006 год). Плотность населения — 404,08 чел/кв.км.
Впервые упоминается в 1925 году.
Село Запорожское находится примерно в 13 км к западу от центра города Бахмач. Средняя высота населённого пункта — 142 м над уровнем моря. Село находится в зоне умеренного, умеренно континентального климата.
Национальный состав представлен преимущественно украинцами, конфессиональный состав — христианами.